# Кобилич
Кобилич (хорв. Kobilić) — село в общине Велика-Горица в жупании Загребачка Республики Хорватия. По данным переписи 2021 года, численность населения составляла 536 человек. 

## География

### Географическое положение
Находится в макрорегионе Центральная Хорватия, в Посавине. Располагается в 3,6 км к северо-востоку от административного центра общины — города Велика-Горица. Высота над уровнем моря — 106 м.

### Климат
По Классификации климатов Кёппена, климат села определяется как Cfa — субтропический океанический климат. Температура здесь в среднем 12,2 °C. Среднегодовая норма осадков — 917 мм.

## История
Располагается в историческом регионе Турополье. Известно с XV века.

## Население
| 2021 |
| ---- |
| 536  |